# Land Rover Range Rover Sport
O Range Rover Sport é o modelo da Land Rover baseado no Discovery e portanto apresenta boa versatilidade em diferentes tipos de terreno.

## Motor
São três tipos de motorização:
- Motor 5.0 V8 Supercharged
- Motor Bi-Turbo Diesel V8
- Motor 3.0 Turbo Diesel V6

## Galeria
- Primeira geração (2005-2013)
- Segunda geração (2013-presente)